# Melanonchora
Melanonchora är ett släkte av svampdjur. Melanonchora ingår i familjen Myxillidae.
Kladogram enligt Dyntaxa:
| Melanonchora | \| \| Melanonchora elliptica \| \| \| \| \| \| Melanonchora emphysema \| \| \| \| |
|              | \| \| Melanonchora elliptica \| \| \| \| \| \| Melanonchora emphysema \| \| \| \| |
|              | Amphilectus                                                                       |
|              |                                                                                   |
|              | Hymenanchora                                                                      |
|              |                                                                                   |
|              | Myxilla                                                                           |
|              |                                                                                   |
|              | Plocamiancora                                                                     |
|              |                                                                                   |
|              | Melanonchora elliptica                                                            |
|              |                                                                                   |
|              | Melanonchora emphysema                                                            |
|              |                                                                                   |

|  | Melanonchora elliptica |
|  |                        |
|  | Melanonchora emphysema |
|  |                        |